# Холодний Олексій Дмитрович
Олексій Дмитрович Холодний — майстер спорту СРСР з боксу, заслужений тренер СРСР, перший тренер Віктора Фесечка.

## Біографія
Почав займатись боксом у 1971 році у 16-річному віці в селищі Рудний Кустанайської області Казахстана.
У 1979 році приніс Кіровоградщині бронзову медаль чемпіонату республіки в командному заліку.
На чемпіонаті Кіровоградської області у 1983 році майстер спорту Холодний виборов 1 місце у своїй ваговій категорії.
Звання майстер спорту СРСР отримав у Кіровограді.
Тренер з 40-річним стажем.
Мешкав у Кропивницькому, Горішніх Плавнях, Кобеляках.